# Charlie Leibrandt
Pour les articles homonymes, voir Leibbrandt.
Charles Louis Leibrandt (né le 4 octobre 1956 à Chicago, Illinois, États-Unis) est un ancien lanceur gaucher de baseball.
Lanceur partant, il joue dans la Ligue majeure de baseball pour les Reds de Cincinnati de 1979 à 1982, les Royals de Kansas City de 1984 à 1989, les Braves d'Atlanta de 1990 à 1992 et les Rangers du Texas en 1993. Il maintient une moyenne de points mérités en carrière de 3,71. Il fait partie de l'équipe des Royals championne de la Série mondiale 1985 et de deux équipes des Braves championnes de la Ligue nationale.

## Carrière

### Reds de Cincinnati
Joueur des Redhawks de l'université Miami, Charlie Leibrandt est choisi par les Reds de Cincinnati au 9e tour de sélection du repêchage de 1978.
Alternant entre le rôle de lanceur partant et celui de lanceur de relève, Leibrandt connaît des débuts difficiles à Cincinnati, où il ne ressent pas la confiance des entraîneurs ou de ses coéquipiers. Il fait ses débuts dans le baseball majeur le 17 septembre 1979 avec Cincinnati et, de cette date jusqu'en 1982, apparaît dans 82 matchs des Reds, dont 42 comme lanceur partant. Gagnant de 16 parties contre 17 défaites, sa moyenne de points mérités s'élève à 4,42 en 315 manches et deux tiers lancées pour Cincinnati. En 1983, il ne joue pas dans les majeures et se trouve en ligues mineures à Indianapolis, un club-école des Reds, lorsque ceux-ci l'échangent le 7 juin aux Royals de Kansas City contre le lanceur gaucher Bob Tufts. Cet échange sera absolument à l'avantage des Royals, puisque Tufts, après 27 parties jouées dans les majeures, n'y revient pas après 1983 et ne porte jamais l'uniforme des Reds.

### Royals de Kansas City
Ayant la chance d'être lanceur partant tous les cinq jours pour Kansas City, Leibrant voit sa carrière réellement prendre son envol chez les Royals, où il évolue de 1984 à 1989. En 6 saisons, sa moyenne de points mérités pour le club se chiffre à 3,60 et il remporte 76 matchs, contre 61 défaites.
Après avoir maintenu une moyenne de points mérités de 3,63 en 23 départs à sa première année, le gaucher connaît la meilleure saison de sa carrière en 1985 : il remporte 17 victoires contre 9 défaites et sa moyenne de points mérités se chiffre à 2,69 en 237 manches et deux tiers lancées. Cette performance lui permet d'être en compétition pour le trophée Cy Young remis au meilleur lanceur de la Ligue américaine, et il prend le 5e rang du vote de fin d'année qui en détermine le lauréat.
Charlie Leibrandt est membre de l'équipe des Royals de Kansas City qui est championne de la Série mondiale 1985. Dans la Série de championnat de la Ligue américaine qui oppose les Royals aux Blue Jays de Toronto pour la chance de jouer en grande finale, Leibrandt est le lanceur partant lors du premier et du quatrième match. Il ne survit que deux manches à sa première sortie, allouant 5 points sur 7 coups sûrs pour la défaite. C'est alors sa plus courte sortie en carrière comme lanceur partant. Brillant lors de la 4e rencontre, Leibrandt est encore une fois le lanceur perdant malgré une solide performance où il n'accorde que deux points sur 5 coups sûrs en 8 manches, mais est victime du ralliement des Jays en 9e manche. Les Royals orchestrent leur propre ralliement en remportant les trois derniers matchs de la série pour éliminer Toronto. Dans la 7e et ultime rencontre, les Royals perdent leur as lanceur partant Bret Saberhagen en 4e manche lorsque celui-ci est blessé à la main par une balle frappée vers lui,, mais Leibrandt, qui est dépêché en relève, lance 5 manches et un tiers et est le lanceur gagnant d'un duel remporté 6-2 par Kansas City.
En Série mondiale 1985, Leibrandt est excellent pendant 8 manches face aux Cardinals de Saint-Louis, mais le gérant des Royals Dick Howser insiste pour lui faire lancer la 9e, qui se termine sur un ralliement et une victoire des Cardinals de Saint-Louis, faisant du gaucher le lanceur perdant de la rencontre. 
Leibrandt livre un duel à Danny Cox des Cardinals dans le 6e match de la finale, alors que Kansas City fait face à l'élimination. Il n'est pas impliqué dans la décision mais lance brillamment dans un match qui passera davantage à l'histoire pour une gaffe de l'arbitre plutôt que pour la performance au monticule du gaucher des Royals.
Le 16 mai 1987, dans une victoire de 13-0 des Royals, Leibrandt lance un match complet durant lequel il n'accorde qu'un seul coup sûr aux Brewers de Milwaukee. Le seul coup sûr des Brewers est réussi à l'avant-champ sur un amorti de Bill Schroeder en 6e manche, privant Leibrandt d'un match sans point ni coup sûr.

### Braves d'Atlanta
Le 15 décembre 1989, les Royals de Kansas City échangent Charlie Leibrandt et le lanceur droitier Rick Luecken aux Braves d'Atlanta contre Gerald Perry, un joueur de premier but, et Jim Lemasters, un lanceur droitier des ligues mineures.
La moyenne de points mérités de Leibrant est de 3,16 en 24 départs à sa première saison chez les Braves en 1990. 

#### Saison 1991
En 1991, Leibrandt remporte 15 victoires contre 13 défaites pour Atlanta avec une moyenne de points mérités de 3,49 en 229 manches et deux tiers lancées. Avec Leibrandt, Tom Glavine et Steve Avery, les Braves sont la première équipe depuis les Giants de New York de 1917 à compter trois lanceurs gauchers vainqueurs de 15 matchs ou plus. Même s'il n'est pas le meilleur lanceur de l'équipe, il est un choix surprise des Braves pour être leur lanceur partant dans la première rencontre de la Série mondiale 1991, le premier match de finale joué dans l'histoire des Braves. Leibrant est le lanceur perdant dans cette défaite de 5-2 face aux Twins du Minnesota, accordant 4 points en 4 manches lancées, dont trois sur un circuit de Greg Gagne. D'abord annoncé comme partant du 5e match de cette finale, que les Braves perdent 4 matchs à 3, il est remplacé par Tom Glavine et relégué à l'enclos de relève. Il effectue une seule autre présence : avec les Braves menant la série trois victoires à deux, il vient lancer en 11e manche du 6e match au Minnesota et le seul frappeur qu'il affronte, Kirby Puckett, cogne un circuit qui donne aux Twins une victoire de 4-3.

#### Saison 1992
En 1992, il lance 193 manches en saison régulière, maintient une moyenne de 3,36 points mérités accordés par partie, et remporte 15 victoires contre 7 défaites.
Il effectue deux présences en relève dans la Série de championnat face à Pirates de Pittsburgh et une autre en Série mondiale 1992. Tout comme l'année précédente, il est amené au monticule en manches supplémentaires lors du 6e match. La décision du gérant des Braves, Bobby Cox, d'utiliser Liebrandt dans ces circonstances est critiquée, car l'équipe a de meilleurs releveurs disponibles, tels Jeff Reardon,. Après avoir lancé la 10e manche sans accorder de point, Leibrandt en 11e atteint d'un lancer Devon White, alloue un simple à Roberto Alomar, et les deux joueurs marquent sur le double de Dave Winfield, donnant aux Blue Jays de Toronto le premier titre remporté par un club canadien et faisant de Leibrandt le lanceur perdant de la rencontre.

### Rangers du Texas
La rotation de lanceurs partants des Braves étant remplie de lanceurs d'élite après l'embauche de Greg Maddux après la saison 1992, la présence du vétéran Leibrandt et de son contrat de 2,3 millions de dollars par saison est devenue superflue.
Le 9 décembre 1992, Atlanta transfère Leibrandt et le lanceur gaucher Pat Gomez aux Rangers du Texas en échange de José Oliva, un joueur de troisième but. La saison 1993 chez les Rangers est sa dernière dans les majeures.

### Palmarès
En 394 matchs, dont 346 comme lanceur partant, joués sur 14 saisons dans le baseball majeur, Charlie Leibrandt compte 140 victoires et 119 défaites. En 2 308 manches lancées, sa moyenne de points mérités se chiffre à 3,71. Il a lancé 52 matchs complets dont 18 blanchissages et compilé 1 121 retraits sur des prises.
En séries éliminatoires, Leibrandt n'a qu'une seule victoire contre 7 défaites. Sa moyenne de points mérités de 3,77 en 57 manches et un tiers est pourtant à peu de chose près la même que sa moyenne en carrière en saison régulière. Leibrandt a commencé sept parties éliminatoires et ajouté six présences comme lanceur de relève. 